# Robbie O'Malley
Robbie O'Malley est un joueur de football gaélique irlandais. Il joue à partir de 1984 pour le Meath GAA.
Avec son comté, il a remporté à deux reprises le All-Ireland.
Il a été trois fois nommé dans l'équipe de l'année (All-Star): 1987, 1988, 1990.
En 1988, il a été élu meilleur footballeur de l'année.